# The Problem Solverz
The Problem Solverz è una serie televisiva animata statunitense del 2011, creata da Ben Jones. In Italia è inedita.
La serie racconta le avventure di Alfe, Horace e Roba, un gruppo di investigatori che indagano nella loro problematica città, Farboro.
I personaggi sono stati progettati da Jones mentre frequentava il college negli anni '90. Pù tardi, insieme a Jessica e Jacob Ciocci, ha fondato il collettivo Paper Rad. I protagonisti sono stati mostrati anche in diversi fumetti e animazioni di Jones e del suo collettivo, sviluppandoli poi in un episodio pilota per Adult Swim. I dirigenti della rete hanno poi indirizzato Jones agli studi di Cartoon Network, che ha commissionato una serie con gli stessi personaggi.
La serie è stata trasmessa per la prima volta negli Stati Uniti su Cartoon Network dal 4 aprile 2011 al settembre 2011, con la prima stagione che contiene 18 episodi. Il 30 marzo 2013, Netflix ha pubblicato una seconda stagione composta da 8 episodi, che dovevano, inizialmente, andare in onda su Cartoon Network nel 2012.

## Trama
Il trio protagonista della serie sono gli investigatori Alfe, Horace e Roba. Questi iniziano a risolvere e, a volte, a creare numerosi problemi nella la loro città, Farboro. Ad aiutarli c'è Tux Dog, un cane che ha aiutato i Solverz in più di un'occasione, ma è altrettanto vero che è spesso lui la fonte dei loro problemi. Alfe è un grande uomo-cane, che è stato trovato e cresciuto da Horace quando entrambi erano giovani. Ama divorare grandi quantità di cibo, specialmente la pizza, e agisce impulsivamente durante le missioni. Roba, fratello gemello di Horace e cyborg, è il membro più intelligente del gruppo, ma soffre di insicurezza e ansia. Horace è il leader del gruppo, è calmo e di solito applica almeno un minimo di buon senso nel suo lavoro da detective. Nella maggior parte del tempo si prende cura di Alfe.

## Episodi
| Stagione         | Episodi | Prima TV USA | Prima TV Italia |
| ---------------- | ------- | ------------ | --------------- |
| Prima stagione   | 18      | 2011         | inedita         |
| Seconda stagione | 8       | 2013         | inedita         |

### Prima stagione
| nº | Titolo originale              | Prima TV USA      |
| -- | ----------------------------- | ----------------- |
| 1  | Time Twister                  | 4 aprile 2011     |
| 2  | Videogamez                    | 11 aprile 2011    |
| 3  | K-999 and Da Little Explorerz | 18 aprile 2011    |
| 4  | Awesome Banditz               | 25 aprile 2011    |
| 5  | Funny Facez                   | 2 maggio 2011     |
| 6  | Hide and Seek Ninjaz          | 9 maggio 2011     |
| 7  | The Mayan Ice Cream Caper     | 16 maggio 2011    |
| 8  | Badcat                        | 23 maggio 2011    |
| 9  | Fauxboro                      | 30 maggio 2011    |
| 10 | Magical Clock                 | 6 giugno 2011     |
| 11 | Breakfast Wars                | 13 giugno 2011    |
| 12 | Zoo Cops                      | 20 giugno 2011    |
| 13 | Hamburger Cavez               | 25 agosto 2011    |
| 14 | Puffy Puppiez                 | 1º settembre 2011 |
| 15 | Glam-Vampire Hunterz          | 8 settembre 2011  |
| 16 | Problem Solverz Academy       | 15 settembre 2011 |
| 17 | Mermaid Raid                  | 22 settembre 2011 |
| 18 | Tux Dog's Island              | 29 settembre 2011 |

### Seconda stagione
Otto episodi sono stati prodotti per la seconda stagione e originariamente dovevano essere trasmessi nel 2012, ma sono stati distribuiti tramite Netflix il 30 marzo 2013 a causa dell'accoglienza critica negativa della serie. Non è mai andato in onda in televisione. Questa stagione è ora dichiarata persa dopo che Netflix ha rimosso la serie dal servizio nel 2015 e non è disponibile su nessuno streaming digitale.
| nº | Titolo originale                         | Pubblicazione USA |
| -- | ---------------------------------------- | ----------------- |
| 1  | Making of The Problem Solverz Video Game | 14 gennaio 2013   |
| 2  | Alfe Is Da Boss                          | 26 gennaio 2013   |
| 3  | Roba Has Dreadlocks                      | 6 febbraio 2013   |
| 4  | Alfe Has a Baby                          | 18 febbraio 2013  |
| 5  | Zazz Boyz Are Zazzing It Up              | 25 febbraio 2013  |
| 6  | Yogurt Nigths                            | 16 marzo 2013     |
| 7  | Super Close TV Watching                  | 22 marzo 2013     |
| 8  | Alfe's Gonna Run Away                    | 30 marzo 2013     |

## Personaggi e doppiatori

### Personaggi principali
- Horace (stagioni 1-2), doppiato da Kyle Kaplan.
- Alfe (stagioni 1-2), doppiato da Ben Jones.
- Roba (stagioni 1-2), doppiato da Ben Jones.
- Tux Dog (stagioni 1-2), doppiato da John DiMaggio.

### Personaggi ricorrenti
- K-999 (stagioni 1-2), doppiato da Jaleel White.

## Produzione

### Ideazione
Negli anni 90, mentre Jones frequentava il Massachusetts College of Art and Design, lanciò un progetto che in futuro si potesse adattare per diversi media. Questo si manifestò nei personaggi Alfe, Horace e Roba. Tux Dog, un altro personaggio della serie, è stato progettato da Jones, mentre era nella scuola primaria. Nel 2000, dopo la laurea, Jones formò il collettivo Paper Rad insieme a Jessica e Jacob Ciocci. Quell'anno, il gruppo si trasferì a Providence, in Rhode Island, per partecipare ad un progetto musicale di Fort Thunder. Dopo la chiusura della sede nel 2001, Jones ha creato e pubblicato sul web diverse animazioni in Adobe Flash, del suo personaggio Alfe.
Paper Rad, in seguito, produsse animazioni per The Problem Solverz, un film direct-to-video del 2006, prodotto dal collettivo Trash Talking. Il film presenta un segmento chiamato Alfe: Gone Cabin Carzy, in cui appaiono i prototipi di Alfe, Horace e Roba. In tandem con questi esperimenti, Jones ha lavorato come animatore televisivo di Yo Gabba Gabba! e Wonder Showzen. L'anno dell'uscita del DVD, Jones ha parlato con Nick Weidenfeld, allora produttore esecutivo di Adult Swim, riguardo un'idea per una serie. Il risultato è stato Neon Knome, un episodio pilota prodotto da PFFR e Williams Street, pubblicato sul sito web di Adult Swim come parte di un concorso di sviluppo sponsorizzato da Burger King. I dirigenti della rete hanno in seguito indirizzato Jones a Cartoon Network, ritenendo che la sua creatività si sarebbe adattata meglio in questo canale. Jones ha accettato, a condizione che Alfe diventasse uno dei personaggi della sua nuova serie animata, The Problem Solverz.

## Accoglienza
La serie ha ricevuto recensioni per lo più negative dalla critica, ma recensioni peggiori dal pubblico e dai telespettatori online. Le critiche a The Problem Solverz sono state rivolte allo stile visivo e alla scrittura. Rob Owen scrivendo per il Pittsburgh Post-Gazette, ha definito lo stile che ricorda i videogiochi Atari 5200 e ha scritto che gli spettatori potevano "ringraziare" o "incolpare" Jones per la sua creazione. Per la rivista Variety, Brian Lowry ha ignorato la serie come poco interessante e stimolante da guardare, le immagini e i suoni strani per amor di stranezza. Emily Ashby di Common Sense Media ha definito la serie come fuorviante, le sue storie non sviluppate e il suo stile visivo poco attraente. Devin D. O'Leary di The Weekly Alibi ha riconosciuto lo stile comeproprio di Paper Rad e ha trovato la scrittura più solida di quella della programmazione di Adult Swim per la quale potrebbe essere scambiata. Le battute non erano immediatamente divertenti secondo O'Leary, ma lo stile visivo combinato con la scrittura avrebbe fornito divertimento ai fan esistenti di Paper Rad.
Le pubblicazioni legate all'arte, d'altra parte, hanno elogiato la creatività di Jones. Dan Nadel, un ex editore di Jones, ha lodato la serie su The Comics Journal per l'immaginazione mostrata, "divertente, umana e inestimabile" allo stesso tempo. Lo scrittore di articoli Sammy Harkham ha definito The Problem Solverz "radicale" e diverso da qualsiasi altra serie televisiva. La scrittrice di Geek Exchange Liz Ohanesian ha definito la seconda stagione più "sottomessa" della prima, consentendo agli spettatori di concentrarsi sulle relazioni del personaggio principale. Ha paragonato la serie alla band Anamanaguchi, in quanto il suo stile unico e polarizzante rende i fan della serie difficili da trovare.